# 二上山 (奈良県・大阪府)
二上山（にじょうさん）は、奈良県葛城市と大阪府南河内郡太子町にまたがる山。かつては大和言葉による読みで「ふたかみやま」と呼ばれた。金剛山地北部に位置し、北方の雄岳 (517m) と南方の雌岳 (474m) の2つの山頂がある双耳峰で、大阪みどりの百選に選定されている。また、石器に使われた讃岐岩（サヌカイト）の産地である。
二上山の北側の春日山付近の地域は遺跡が多く発見されており二上山北麓遺跡群とも呼ばれる。後期旧石器時代から弥生時代にかけての多量の剥片・砕片・石核・くさび形石器・敲石類が採集されており、遺構としての採掘坑も確認されている。

## 地理

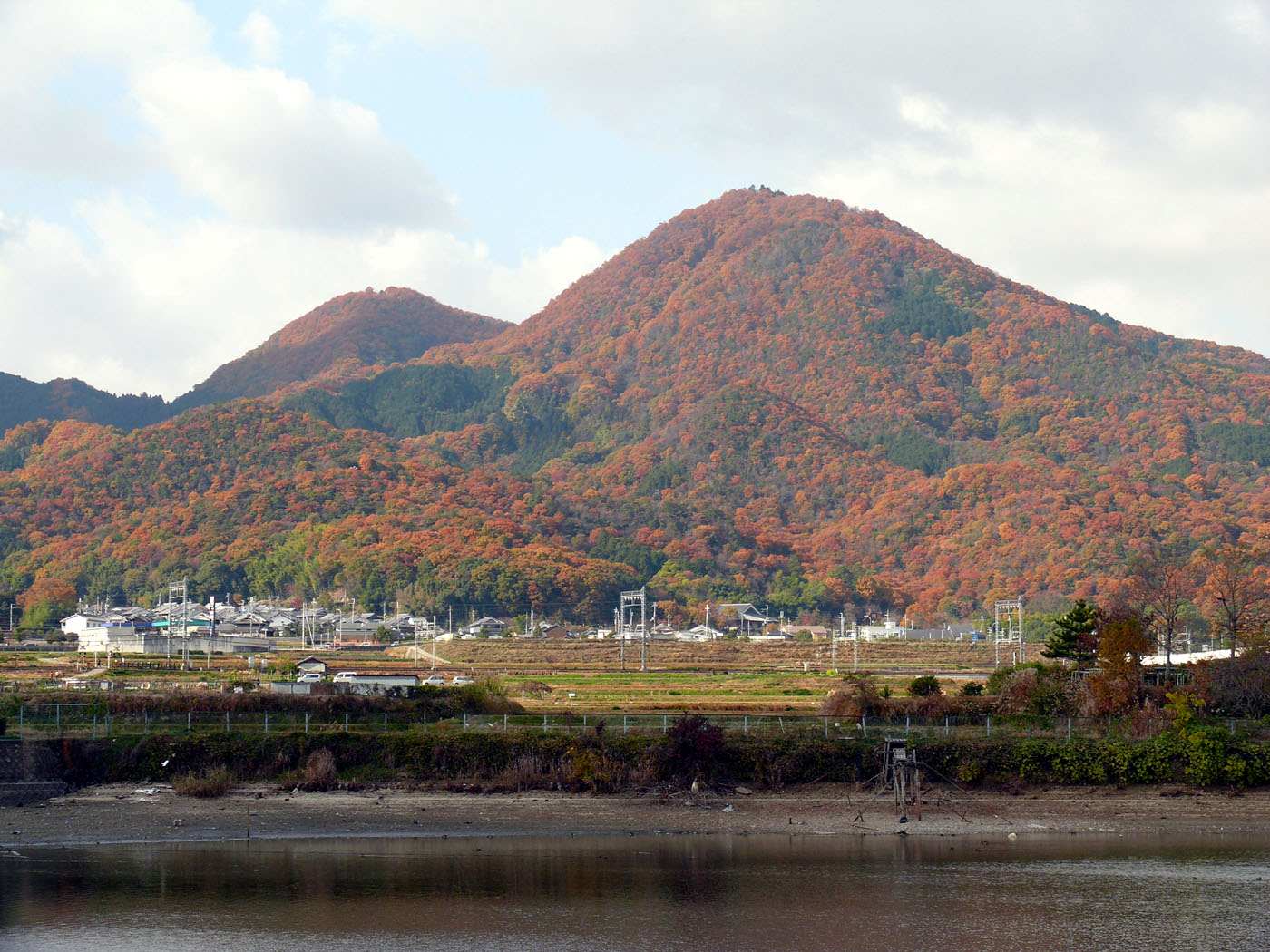
秋の二上山

金剛山地の北部に位置。金剛生駒紀泉国定公園の区域でもあり、自然が豊か。二上山は、「近つ飛鳥」や「当麻寺」を絡め、ハイキングコースとなっている。山頂の付近は、大和平野が一望でき、雄岳から雌岳への途中から、大阪湾・大阪平野が、雌岳の南方からは、葛城山・金剛山の山並みを一望することができる。
北側には、火山活動でできたとされる屯鶴峯があり、付近には、近鉄大阪線・近鉄南大阪線・国道165号（長尾街道）が通っており、交通の要衝となっている。近鉄大阪線、国道165号沿いに香芝市立二上山博物館がある。
南側は、竹内街道が通っていた。現在は、国道166号が通っている。
西側、太子町付近は、「近つ飛鳥」（河内飛鳥）と呼ばれて、陵墓・古墳など、遺構が多く残っている。二上山万葉の森や大阪府立近つ飛鳥博物館もある。
東側、葛城市には、麓に當麻寺がある。
雄岳山頂には二上山城の本丸跡があり、葛木二上神社（祭神は豊布都霊神・大国（御）魂神）がある。また、その近くの二の丸跡には大津皇子の墓がある。ただし、実際には大津皇子の墓ではないとする説もある。

## 歴史

### 有史以前
二上山周辺には、瀬戸内火山帯の一員とされる火山岩や火砕流堆積物が分布している。瀬戸内火山帯に特徴的な讃岐岩（サヌカイト）や柘榴石を含む流紋岩などが見られる。活動時期は、新第三紀の中新世と推定され、最終活動時期は、約1400万年前と推定されている。

### 有史以後
古来、雄岳・雌岳の間に日が沈む様子から、神聖な山岳として、人々から崇められてきた。
古墳時代から飛鳥時代にかけて、二上山周辺は、海上の交通の要所、大阪湾・住吉津・難波津から、政治の中心の舞台である飛鳥地方への重要ルートとなり、二上山の南に、日本で最初の官道として知られる竹内街道が作られた。二上山の石切場から切り出された石材が高松塚古墳に使われた。謀反の疑惑をかけられて自害した、大津皇子の墓が雄岳山頂付近にある。ただし、大津皇子の移葬先については複数の説がある。
記紀に見える二上山は大和国と河内国の境にあることから「大坂」「大坂山」とも呼ばれていた。万葉集の和歌などに使われる狭義の大坂は穴虫峠に比定することが一般的である。古代の大坂は崇神天皇に二上山に大坂神・墨坂神を祀るように託宣が降ったという伝承や、住吉仲皇子の反乱伝承など、多くの伝承の舞台となっている。
山麓の大阪府側からは船氏王後墓誌、高屋枚人墓誌および紀吉継墓誌が、奈良県側からは威奈真人大村骨蔵器が発見され、その他にも火葬墓や骨蔵器などが出土しており、同地帯は7〜8世紀には、官人の公葬地として使用されていたと考えられる。
『万葉集』には二上山を詠んだ歌がいくつか収録されている。
雄岳山頂には鎌倉時代後期に楠木正成によって二上山城が築かれた。戦国時代になると、河内畠山氏が居城である高屋城の支城として城を整備している。

## 石窟寺院
二上山の山麓では、岩屋・鹿谷寺跡という2つの石窟を伴う寺院跡が残る。いずれも小規模であるが、中国などの石窟寺院と共通の形式であるとして注目される。

### 岩屋

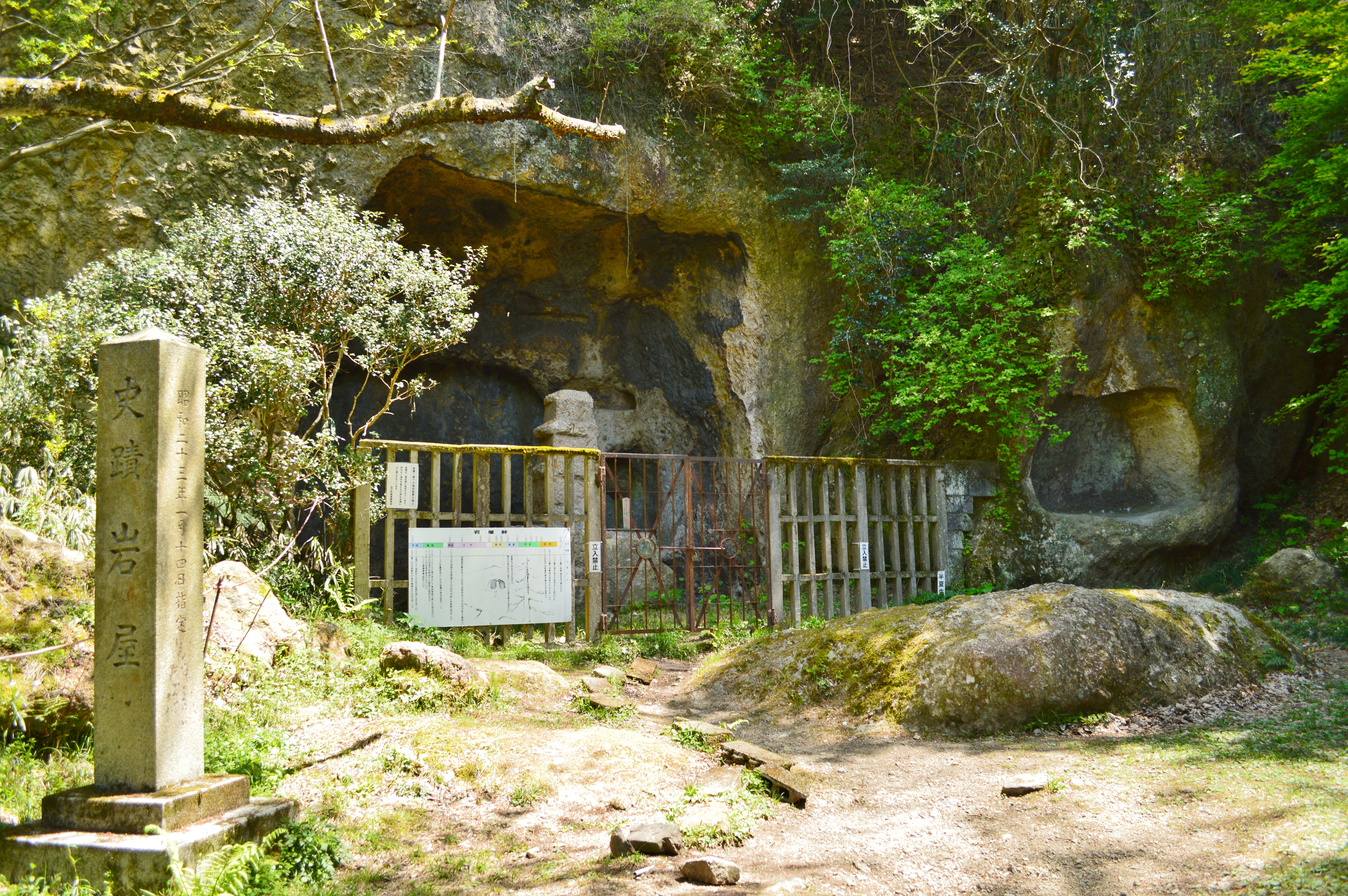
岩屋中央左に大石窟、右奥に小石窟。

岩屋（いわや）は、大阪府南河内郡太子町山田にある石窟寺院跡。別称を「二上山廃寺跡」とも。岩屋峠の南約20メートルに所在する。
寺域には大小2つの石窟がある。大きい石窟は間口7メートル・奥行4メートル・高さ6メートルを測る。石窟北壁の上部には坐像中尊・立像両脇侍の三体像の浮彫が認められる。小さい石窟は間口1メートル・奥行2.5メートル・高さ約1メートルを測る。こちらにも石仏が認められる。そのほか、地山を彫り残した三重層塔（当初から三重かは不明）が遺存する。寺域付近からは須恵器・土師器・万年通宝が出土している。奈良時代の寺院跡と推定する説、平安時代の9世紀前半頃の創建とする説がある。
寺域は1948年（昭和23年）に国の史跡に指定されている。

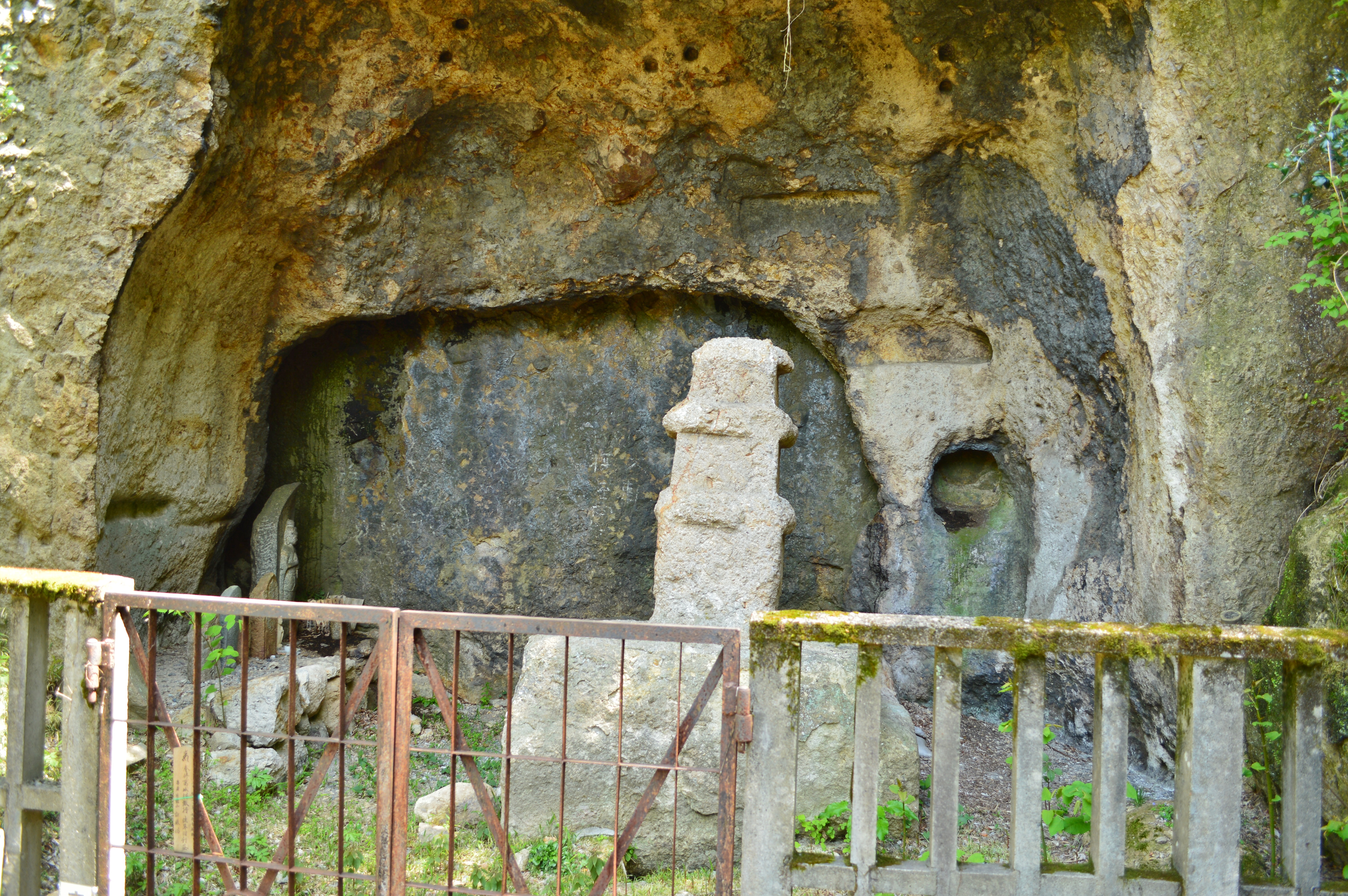
大石窟
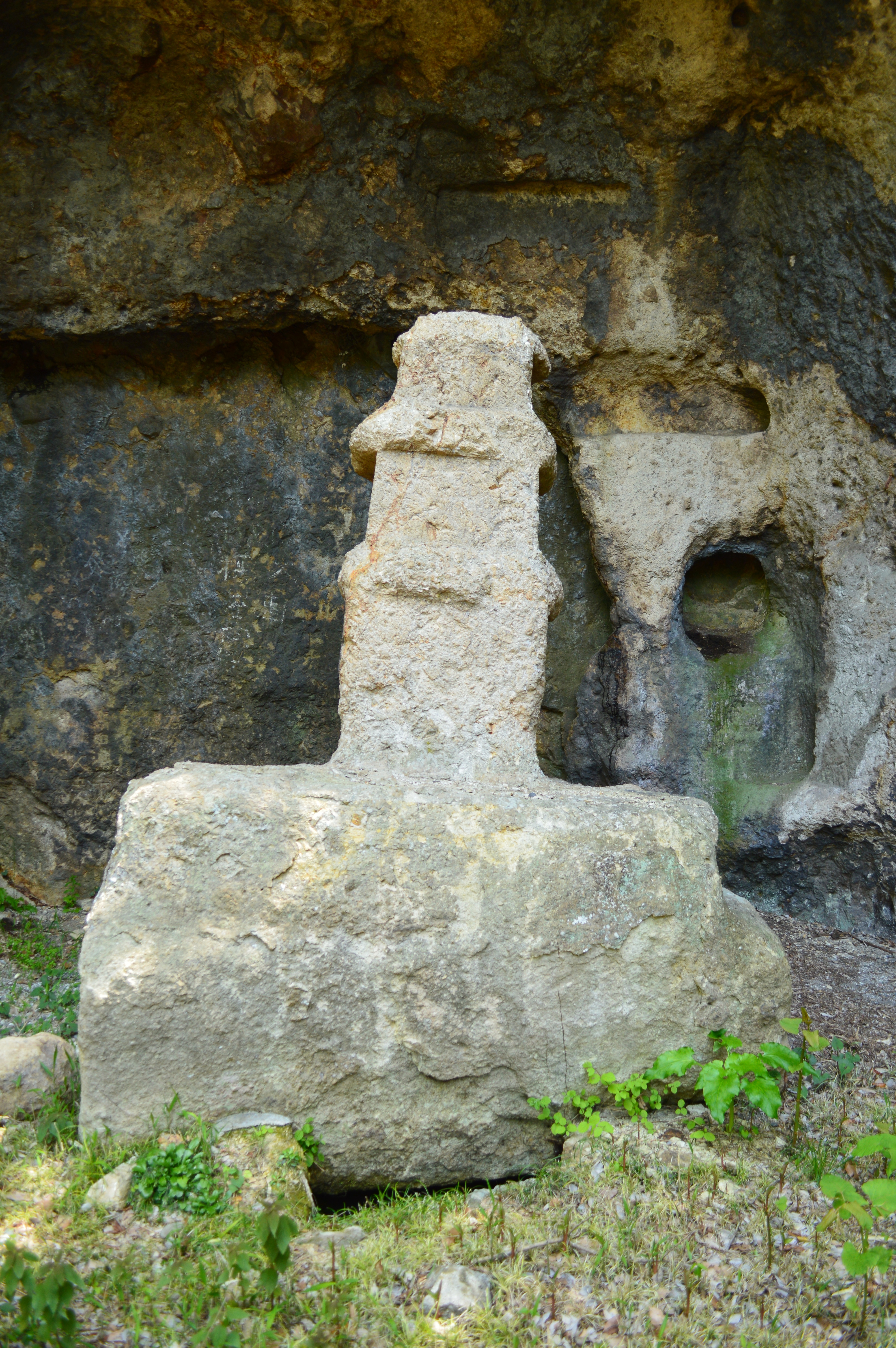
層塔

### 鹿谷寺跡

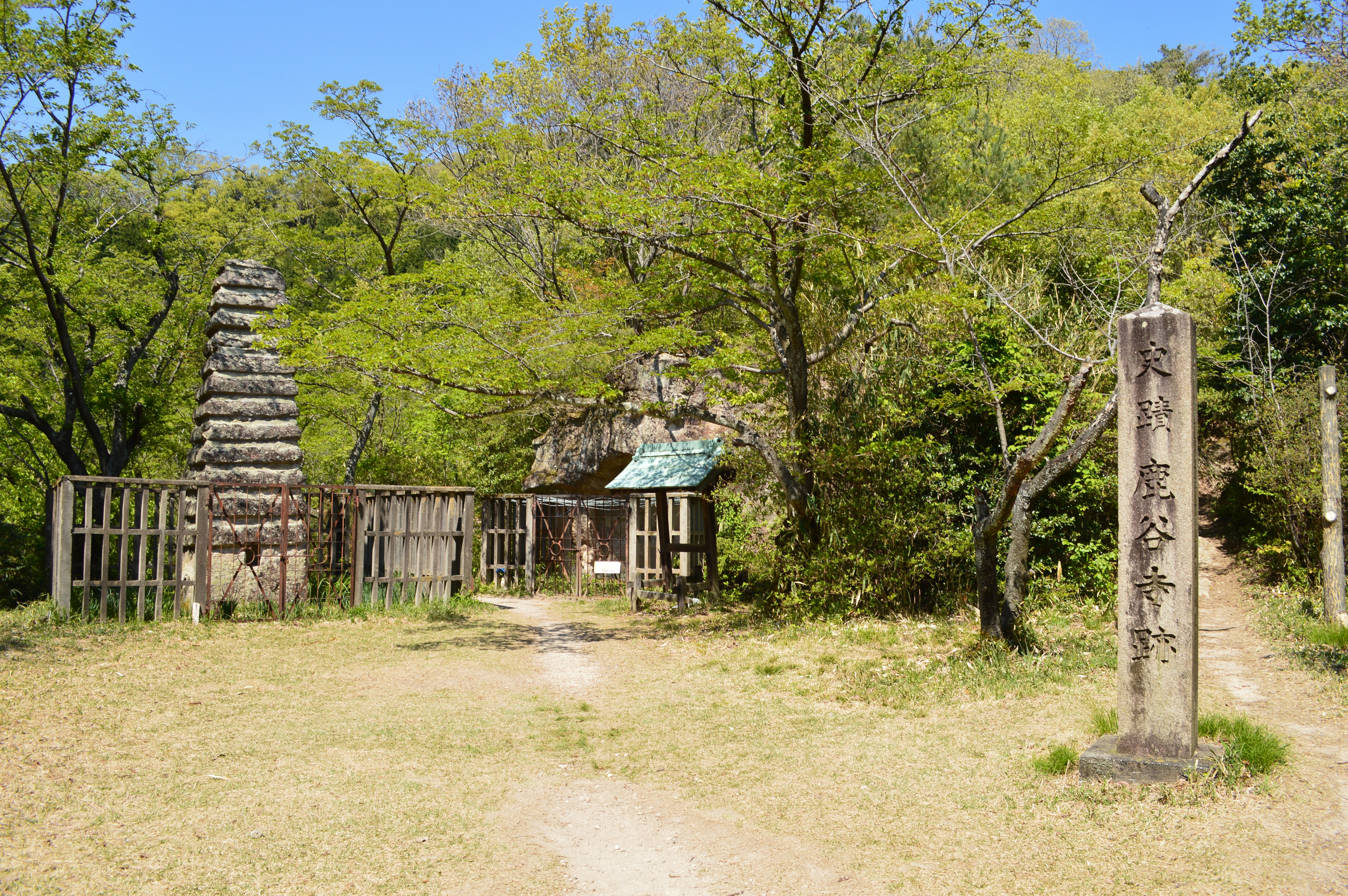
鹿谷寺跡左端に十三重塔、中央奥に石窟。

鹿谷寺跡（ろくたんじあと）は、大阪府南河内郡太子町山田にある石窟寺院跡。二上山雌岳から南西方向に伸びる丘陵の先端部に所在する。
寺地は凝灰岩の地山を削って造成された平地に位置する。寺域北部域に地山を彫り残した十三重塔が建つ。十三重塔の東側岩壁には石窟が造られ、石窟壁面に如来坐像3体が線刻される。西側岩壁にも仏立像1体が浮彫されるが、現在では腹部下方のみを残す。また南方崖面下の小平地にも地山を彫り残した方尖碑状の塔が遺存しており、須恵器・土師器・和同開珎が出土したことから、僧房が所在したと推測される。奈良時代の寺院跡と推定する説、平安時代の寺院跡と推定する説がある。
寺域は1948年（昭和23年）に国の史跡に指定されている。

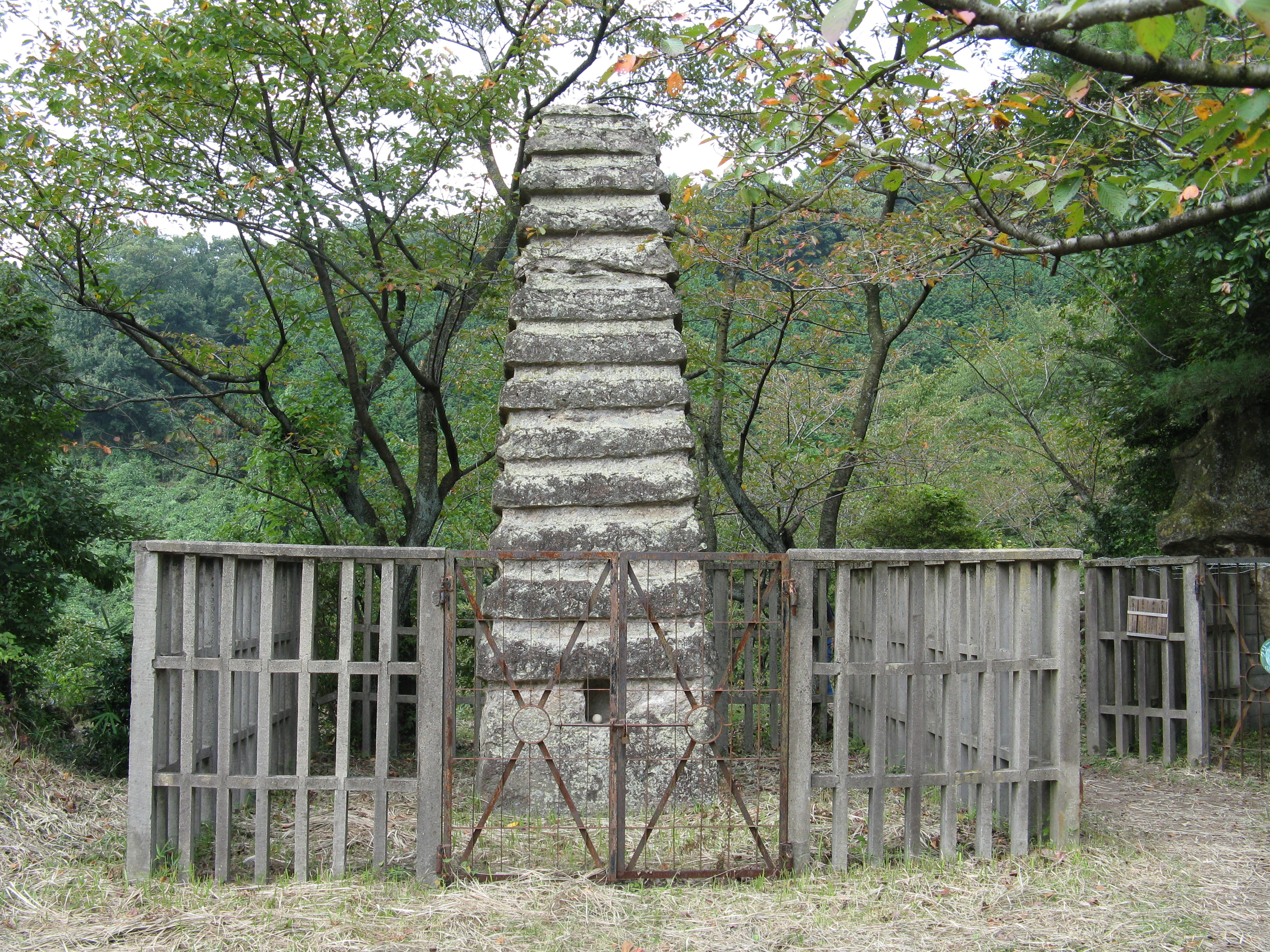
十三重塔 手前に舎利孔。
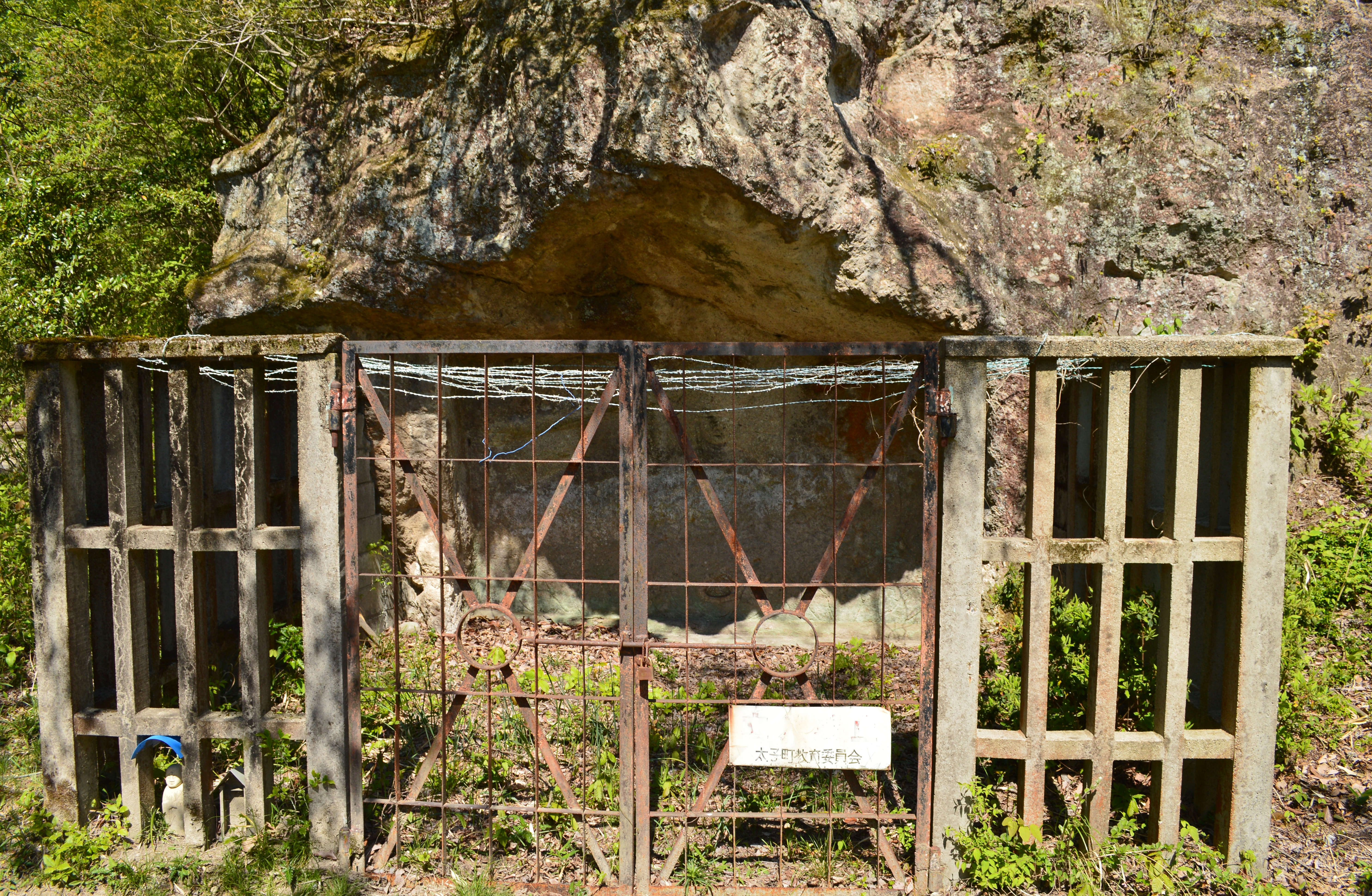
石窟
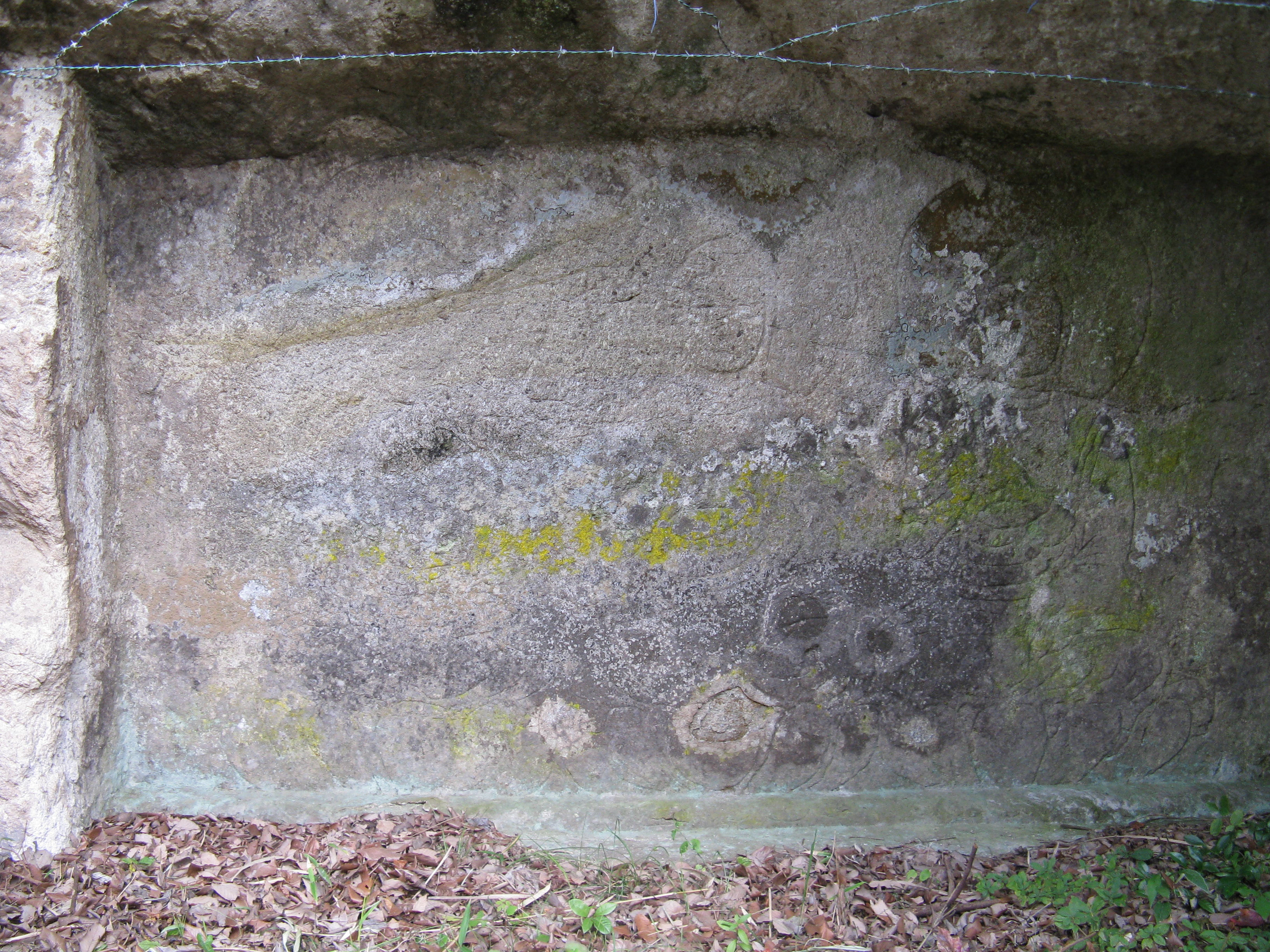
石窟の線刻
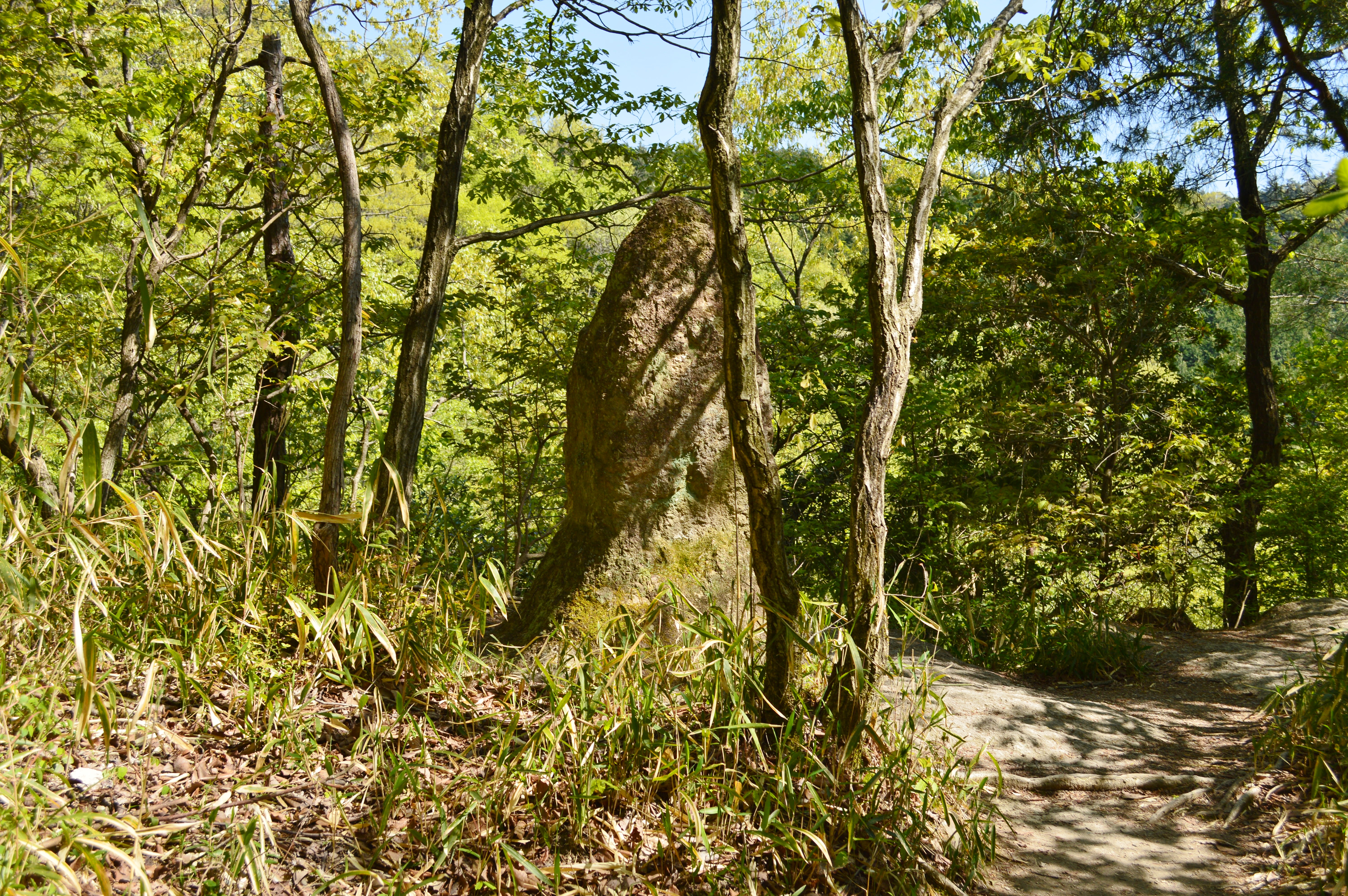
南方の小塔

## 岳のぼり
古くから、二上山の水を農業に使っている大和国側の「ダケ郷」の村人が、春に「岳のぼり」と称し、二上山に登り、神を迎えていた。「嶽の権現さん、雨降ってたもれ」「嶽の権現さんは幟がお好き、幟持ってこい、雨降らす」と言いながら、のぼりや提灯をもって登拝し、稲作りに必要な雨を願うという水神的性格の祈雨の登山であった。大和高田市域の築山村・神楽村からも徒歩で村人が往来した。現在は有志により、毎年4月23日に「岳のぼり」が行われている。「ダケ郷」とは「嶽郷四十八ヶ村」といって、明治22年の町村制施行後の村である二上村、下田村、五位堂村（以上香芝市）、當麻村、磐城村、新庄村（以上葛城市）、陵西村、浮孔村、高田村、磐園村、土庫村、松塚村（以上大和高田市）に含まれる48大字のことである。

## 交通アクセス
- 近鉄南大阪線の上ノ太子駅・二上山駅・二上神社口駅・当麻寺駅のいずれかからハイキングコース。

## ギャラリー

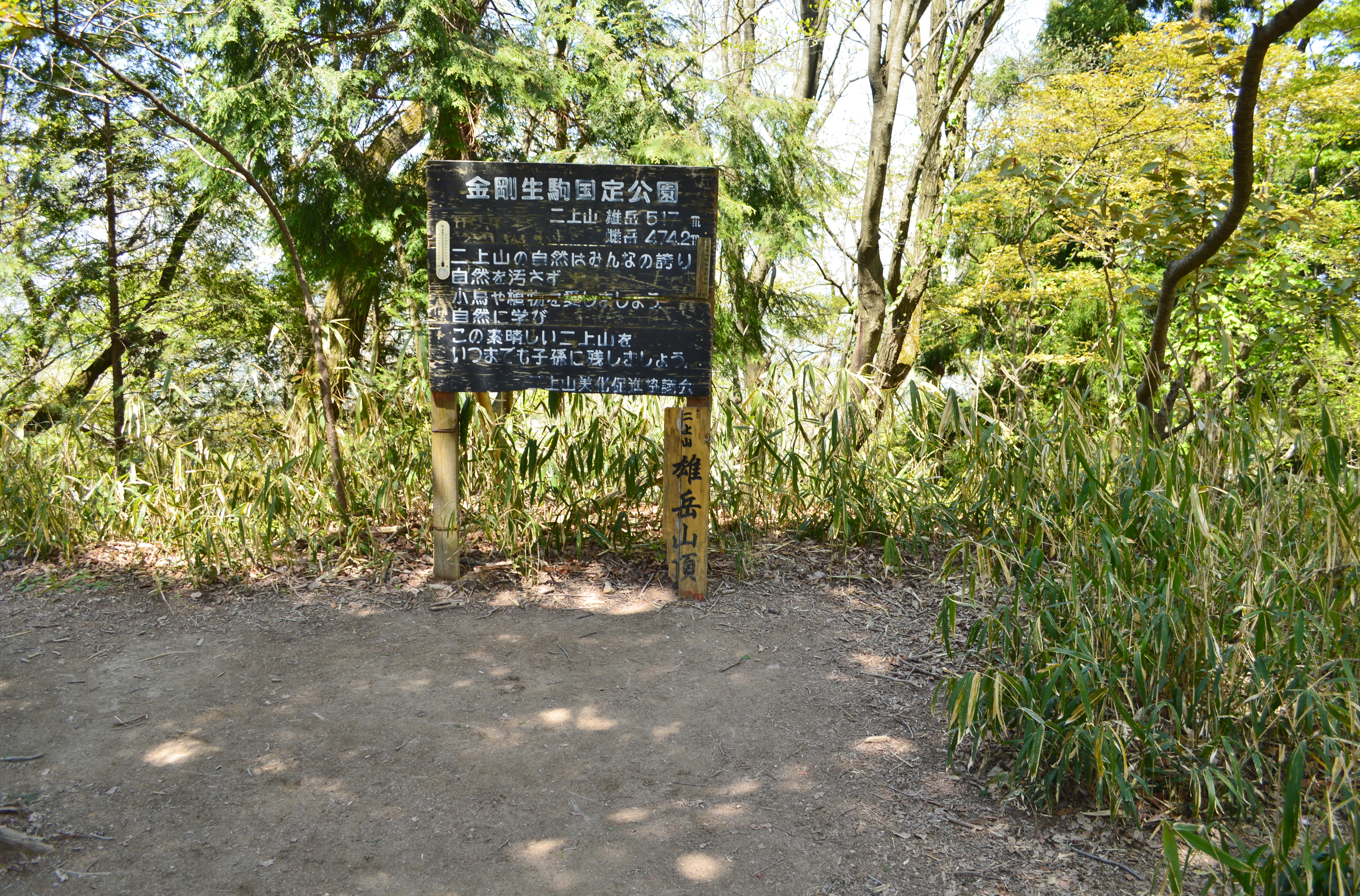
雄岳山頂
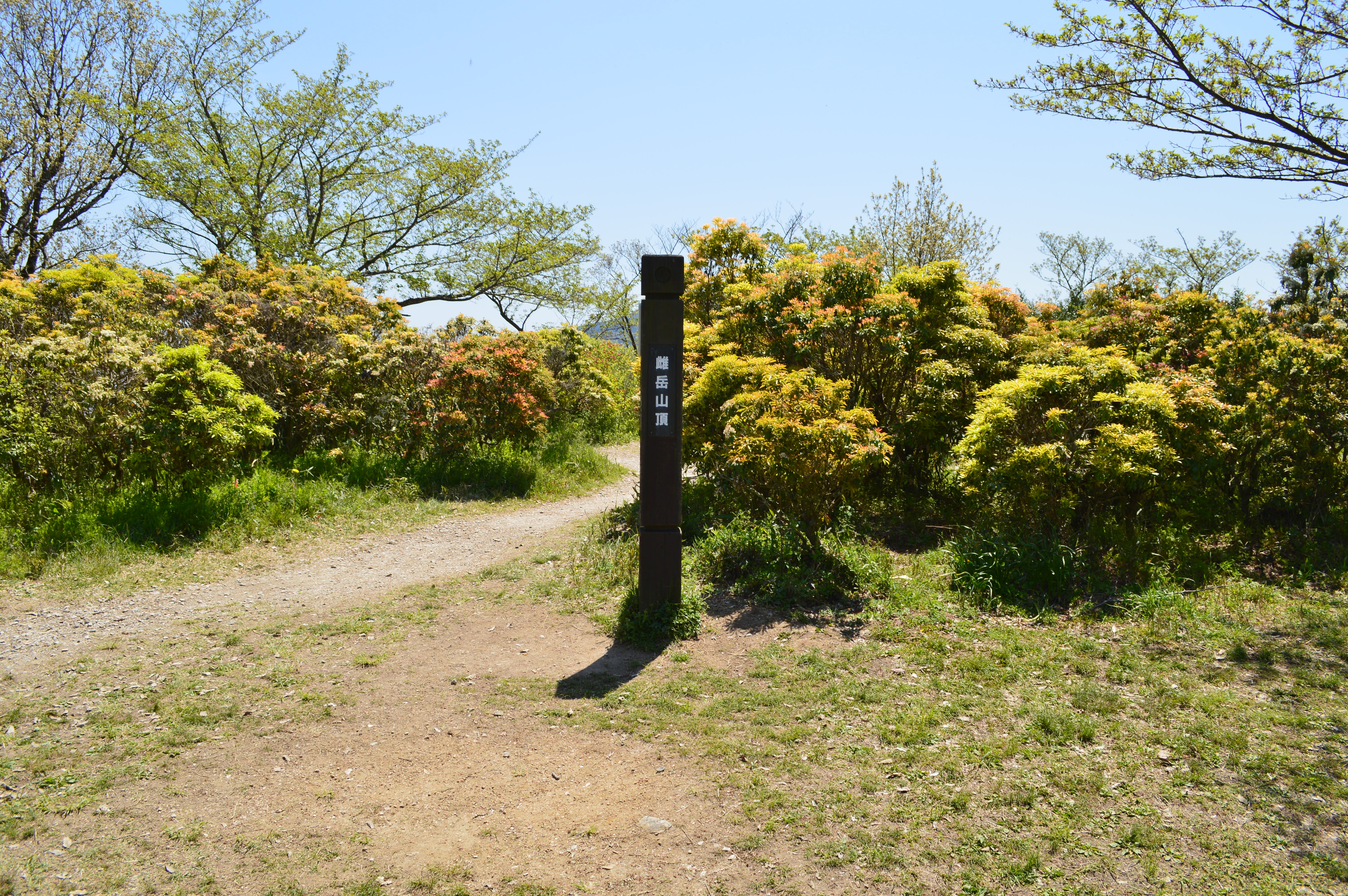
雌岳山頂
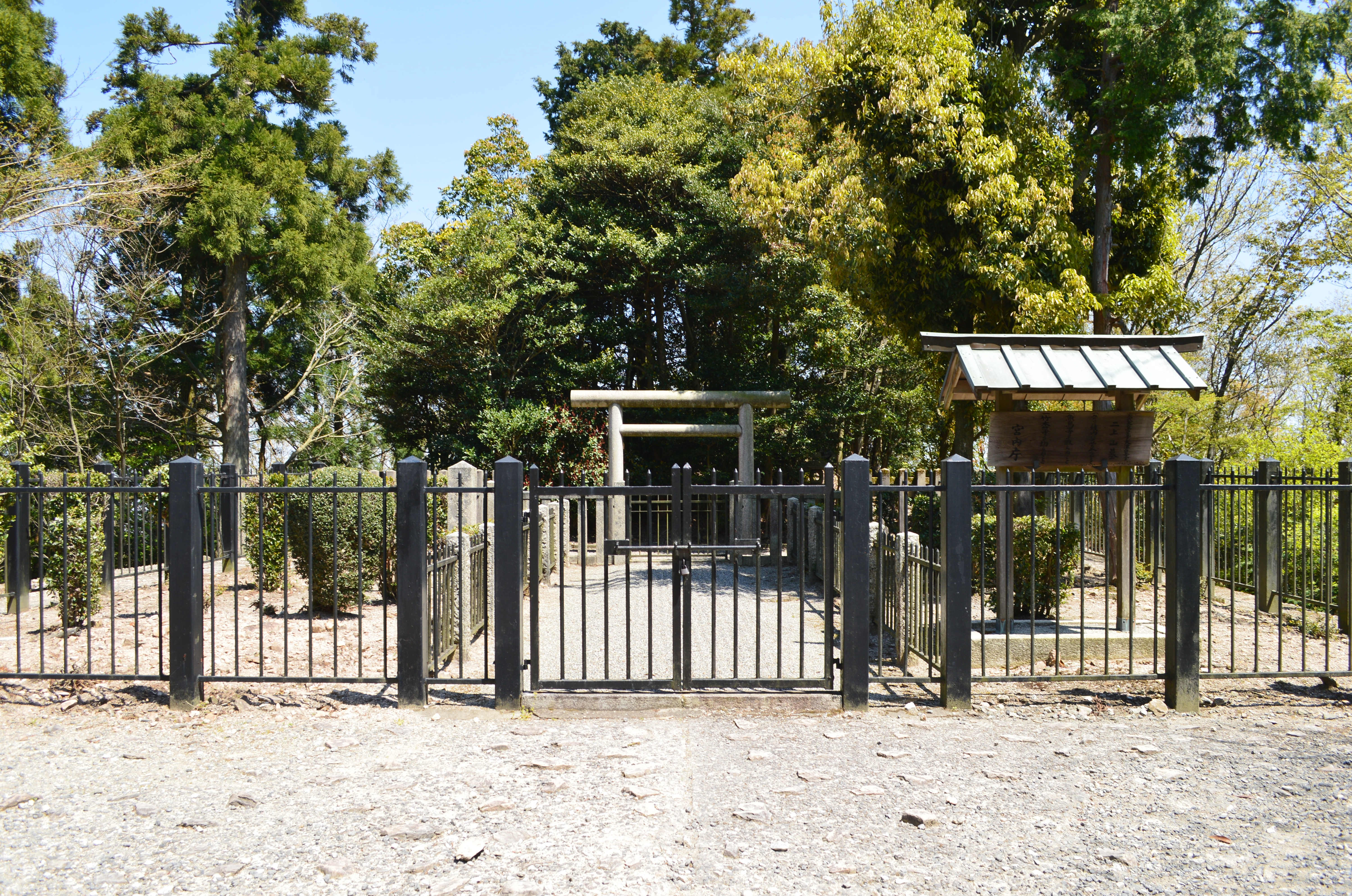
大津皇子 二上山墓
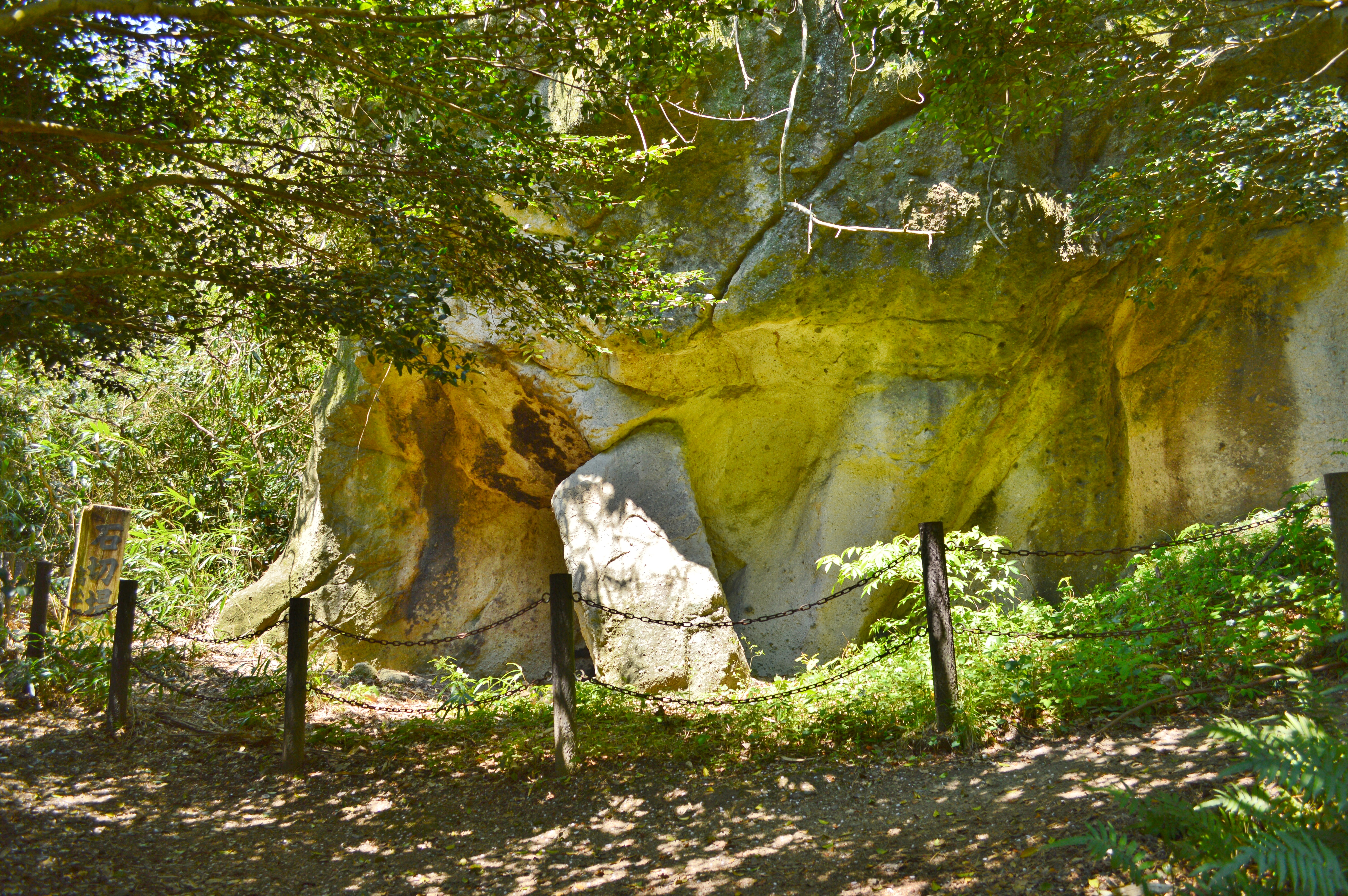
高松塚古墳に使われた石切場